# 握衍朐鞮單于
握衍朐鞮單于（？－前58年），名屠耆堂，在前60年－前58年任匈奴單于，乌维单于的耳孙。

## 生平
屠耆堂在虛閭權渠單于在位時任右賢王。汉宣帝神爵二年（前60年），虚闾权渠单于去世，被颛渠阏氏（虚闾权渠单于正妻）及其弟左大且渠都隆奇立为单于。屠耆堂繼任單于後，「暴虐，好殺伐」，尽杀虚闾权渠单于用事贵人刑未央等，而任用都隆奇。而以自己的子弟取代，國內不滿他的人漸多。虛閭權渠單于之子稽侯狦以自己不得即位，投奔妻父乌禅幕。日逐王先贤掸也因自己不得即位，率众数万归汉，单于于是杀死先贤掸两弟。他为摆脱困境，也派遣名王向汉朝奉使献物，贺正月，以和亲。神爵四年（前58年），又遣弟呼留若王朝觐汉宣帝，以示好。姑夕王、烏禪幕及左地貴人共立稽侯狦為呼韓邪單于，然後出動左地兵四五萬人進攻握衍朐鞮單于，握衍朐鞮單于被击败，求援于弟右贤王，不成，于是自自殺。

## 家族

### 弟
- 胜之，封為伊酋若王，握衍朐鞮单于於漢朝复修和亲，派弟弟胜之入汉见漢宣帝。
- 右贤王

### 子
- 奥鞬王，原來的左奥鞬王死，握衍朐鞮單于立兒子为奥鞬王，留單于庭。

## 影視形象
- 2006年电视剧《昭君出塞》：尤勇饰握衍朐鞮單于。